# Geografia de Madagáscar
A Geografia de Madagascar compreende a Ilha do mesmo nome e algumas ilhas próximas. Está situado ao largo da costa de Moçambique, da qual está separado pelo Canal de Moçambique. Os vizinhos mais próximos de Madagáscar são a possessão francesa de Mayotte, a noroeste, a possessão francesa da Reunião, a leste, e as suas dependências Ilhas Gloriosas (noroeste), Ilha de João da Nova (oeste), Bassas da Índia e Ilha Europa (sudoeste) e Tromelin (leste), as Comores a noroeste e as Seychelles a norte.
Geograficamente, é possível dividir Madagascar em três zonas paralelas longitudinais no sentido norte-sul: o planalto central, a estreita faixa litorânea do leste e a zona de mesetas e planícies do oeste. O planalto central, que se localiza numa altitude que varia de 800 e 1.400 metros acima do nível do mar, é responsável pela cobertura de mais 60% da área do país. É considerada uma elevação íngreme desde a faixa litorânea do leste e faz a descida suave acima da amplitude das planícies localizadas a oeste. O ponto mais alto é o pico Maromokotro, com 2 876 metros de altitude, no maciço Tsaratanana.
Devido à localização geográfica da maior parte da ilha ao norte do Trópico de Capricórnio, o clima de Madagascar é tropical. O clima tropical ocorre nas costas noroeste e leste, mas a altitude proporciona mais amenidade ao clima que ocorre no planalto central. O clima no sul é de aridez extrema e na costa oeste, de calor e umidade. Os ciclones vindos do Oceano Índico são causadores de clima chuvoso e de inundações diárias. Os rios que correm na vertente leste são curtos e torrenciais (Mandrare e Mananara), enquanto os que correm na vertente do oeste têm mais comprimento e volume (Onilahy e Mangoky).
A vegetação predominante de Madagascar é de savana, porque o homem destruiu parcialmente as matas originais. A fauna dos escassos remanescentes florestais é preciosamente singular: Madagascar e as ilhas Comores são os únicos pontos da Terra onde há sobrevivência de lêmures, pequenos e belos animais que pertencem à ordem dos primatas. Ainda são existentes em Madagascar mais de quarenta espécies de primatas.

## Pontos extremos
- Norte: Cabo Bobaomby (em francês Cap d'Ambre)
- Sul: Cabo Vohimena
- Leste: Cabo Masoala
- Oeste: Cabo Ankaboa
- Altitude máxima: Maromokotro (2.876 m)
- Altitude mínima: Oceano Índico (0 m)